# Cordillerodexia colombiana
Cordillerodexia colombiana är en tvåvingeart som beskrevs av Townsend 1929. Cordillerodexia colombiana ingår i släktet Cordillerodexia och familjen parasitflugor.
Artens utbredningsområde är Colombia. Inga underarter finns listade i Catalogue of Life.